# Martin Fasan
Martin Fasan (* 9. Februar 1959 in Wien, Österreich) ist ein österreichischer Politiker und AHS-Lehrer. Er war Abgeordneter im niederösterreichischen Landtag und Klubobmannstellvertreter. Er wohnt in Neunkirchen und war dort auch bis 2020 Vizebürgermeister und Stadtrat.

## Landespolitik
Fasan ist seit 1983 grünpolitisch aktiv. So fungierte er im Widerstand gegen das geplante Donaukraftwerk Hainburg als Vize-Obmann des Konrad-Lorenz-Volksbegehrens. Danach zählte er zu den Gründungsmitgliedern der Partei Die Grünen – Die grüne Alternative in Niederösterreich und auf Bundesebene. Bei der Landtagswahl 1998 kandidierte Fasan als Listenzweiter und wurde am 16. April 1998 als Landtagsabgeordneter angelobt. Fasan betreute bis August 2008 als Klubobfrau-Stellvertreter die Fachbereiche Verkehr, Wasserwirtschaft, Bauordnung, Raumordnung, Regionalpolitik und Wohnbau. Er legte sein Mandat per 1. Oktober 2008 zurück, um sich wieder seinem Zivilberuf und der Gemeindepolitik widmen zu können.

## Kommunalpolitik
Fasan ist seit 1985 Gemeinderat in seiner Heimatstadt Neunkirchen. Von 1990 bis 2000 war er Stadtrat für Wohnungswesen, von 2000 bis 2005 und erneut von März 2007 bis 2010 Obmann des Prüfungsausschusses. Bei den Gemeinderatswahlen 2005 erreichte er als Spitzenkandidat mit den Grünen Neunkirchen 17,95 Prozent der Stimmen, was das drittbeste Ergebnis aller rund einhundert grünen Ortsgruppen in Niederösterreich bei dieser Wahl darstellte. Zwar verloren die Grünen bei der Gemeinderatswahl in Neunkirchen 2010 1,2 %, starke Verluste der SPÖ ermöglichten jedoch eine Koalition zwischen der ÖVP und den Grünen unter Duldung der FPÖ. Fasan übernahm in der Folge 2010 das Amt des Vizebürgermeisters und Stadtrats für Stadtentwicklung (Stadtplanung, Verkehr, Umweltschutz).

## Privates
Fasan ist AHS-Lehrer für Geschichte und Musik in Wiener Neustadt am Bundesgymnasium Babenbergerring, wo er sich auch als Chorleiter etabliert hat. Er ist verheiratet und Vater von drei Kindern.

## Auszeichnungen
- 2008: Großes Silbernes Ehrenzeichen für Verdienste um die Republik Österreich[1]